# Vigilante – My Hero Academia Illegals
Vigilante – My Hero Academia Illegals (jap. ヴィジランテ - 僕のヒーローアカデミア ILLEGALS-, Vijirante – Boku no Hīrō Akademia Illegals -) ist eine Mangaserie von Hideyuki Furuhashi und Betten Court und Ableger der Serie My Hero Academia, die von 2016 bis 2022 in Japan erschien. Der Manga erhielt 2025 eine Umsetzung als Anime und wurde in mehrere Sprachen übersetzt, darunter ins Deutsche. Er erzählt eine Geschichte, die vor der der Hauptserie in der gleichen Welt spielt. In dieser haben viele Menschen in naher Zukunft Superkräfte unterschiedlichster Art erhalten, von denen einige diese zum Bösen, andere als Superhelden zum Guten einsetzen.

## Inhalt
Während die meisten Menschen zwar besondere Kräfte von Geburt an erhalten haben, können nur wenige diese so einsetzen und die entsprechende Ausbildung durchlaufen, um als Superhelden arbeiten zu können. Der Soziologie-Student Koichi Haimawari wollte früher auch Superheld werden. Nun ist er mit seiner Fähigkeit, die ihm das Gleiten auf allen Vieren ermöglicht, nur als heimliches Hobby in seiner freien Zeit ein Held, der bei einfachen Aufgaben in seiner Nachbarschaft hilft oder bei kleinen Straftaten dazwischen geht. Als Umsicht-Man freuen sich die Leute über seine Hilfe, aber er wird nicht besonders geachtet. Dann wird er eines Tages zusammen mit Pop Step, einer Schülerin mit besonderer Sprungfähigkeiten und lokalem Idol, von einigen kleinkriminellen Jugendlichen um Soga Kugisaki angegriffen. Schließlich hilft ihnen ein unheimlicher Muskelprotz aus der Situation heraus, der sich Knuckleduster nennt. Der Mann mittleren Alters ist ein Vigilante, der Jagd auf gefährliche Schurken mit Superkräften macht, ohne eine Lizenz als Held zu besitzen. Besonders hat er es auf Schurken abgesehen, deren Kräfte durch eine Droge verstärkt wurden und die außer Kontrolle geraten sind. So kurz darauf auch Soga und seine Kumpel. In Koichi sieht Knuckleduster einen fähigen Helfer und rekrutiert ihn kurzentschlossen für seine Mission. Der ist zunächst überfordert und lehnt ab, ist aber doch geschmeichelt, findet in Knuckleduster auch ein Vorbild, einen Kampflehrer und lässt sich in die Sache hineinziehen. So auch Pop Step, die zusammen mit Knuckleduster nun regelmäßig bei Koichi auftaucht, auch wenn sie sich aus Kämpfen eher heraus hält.
Da er nun auf Streife auch auf die Suche nach gefährlicheren Gegnern geht, will Koichi mehr seinen Träumen nachjagen und sich ein anderes Image zulegen. Er nennt sich nun „The Crawler“. Zu seinem Bedauern kann sich dies in der Nachbarschaft kaum durchsetzen und er wird weiter eher belächelt. Dennoch wird er durch das Training von Knuckleduster, die Kämpfe und auch den Kontakt zu Profi-Superhelden immer stärker. Die sehen in ihm mal einen lästigen Störer, mal einen willkommenen Helfer. Die Oberschülerin Pop Step zeigt ein zunehmend zwiespäliges Verhältnis zu Koichi. Als kleines Kind wurde sie von ihm gerettet, weswegen er die Aufnahmeprüfung für die Heldenschule verpasste – was Koichi noch immer nicht weiß. Sie fühlt sich nun zu ihm hingezogen, ist aber auch von seiner unverbindlichen Art genervt. Besonders als mit Makoto noch eine ältere Kommilitonin zu der Gruppe tritt, zeigt sie sich häufiger eifersüchtig. Makoto will die Superhelden und besonders die Vigilante erforschen. Zunächst können die drei ihre geheimen Identitäten vor ihr verbergen, doch bei einem großen Angriff eines Schurken fliegen sie schließlich auf. Diese Angriffe geschehen nun häufiger und heftiger. Sie werden von einer verborgenen Organisation gesteuert, die die Droge über Kuin Hachisuka verbreiten lässt – eine Schurkin in Gestalt einer Oberschülerin, die einen Bienenschwarm befehligt. Ihr jagt Knuckleduster nach und kommt ihr schließlich auf die Schliche. Denn ihr Körper ist der von Knuckledusters Tochter, die von zuhause ausgerissen ist. Die Mutter liegt seither im Krankenhaus. Als Pop Step mit anderen Musikern ein großes Konzert im lokalen EInkaufszentrum gibt, will Kuin Hachisuka dies erneut für die Erprobung der Droge ausnutzen. Doch dabei kommt es zur Konfrontation mit Knuckleduster, der sie schließlich besiegen kann. Die Schurkin wird getötet und Knuckledusters Tochter überlebt schwer verletzt, während ihre Mutter stirbt. Knuckleduster zieht sich zurück und The Crawler und Pop Step sind von nun an als Vigilante auf sich gestellt.

## Veröffentlichung
Die Serie erschien von August 2016 bis Mai 2022 in Japan, zunächst im Jump Giga und ab Oktober 2016 in Shōnen Jump+. Die Reihe wurde vom Verlag Shūeisha auch in insgesamt 15 Sammelbänden veröffentlicht. Der erste dieser Bände verkaufte sich über 18.000 Mal in der ersten Woche, der zweite über 21.000. Die weiteren Bände erreichten mehrmals Verkaufszahlen um 16.000 Stück.
Die Bände erschienen zwischen Juni 2018 und September 2023 auf Deutsch bei Carlsen Manga. Die Übersetzung stammt von Antje Bockel. Eine englische Fassung erschien bei Viz Media, eine französische bei Éditions Ki-oon, eine spanische bei Editorial Ivréa und eine italienische bei Carlsen Comics. In Polen wurde der Manga von Waneko veröffentlicht und in Brasilien von JBC.
| Band | Japanisch        | Japanisch              | Deutsch          | Deutsch                |
| Band | Veröffentlichung | ISBN                   | Veröffentlichung | ISBN                   |
| ---- | ---------------- | ---------------------- | ---------------- | ---------------------- |
| 1    | 4. Apr. 2017     | ISBN 978-4-08-881093-5 | 26. Juni 2018    | ISBN 978-3-551-71724-5 |
| 2    | 4. Sep. 2017     | ISBN 978-4-08-881249-6 | 27. Dez. 2018    | ISBN 978-3-551-71725-2 |
| 3    | 2. Feb. 2018     | ISBN 978-4-08-881335-6 | 30. Apr. 2019    | ISBN 978-3-551-71726-9 |
| 4    | 4. Apr. 2018     | ISBN 978-4-08-881428-5 | 27. Aug. 2019    | ISBN 978-3-551-71727-6 |
| 5    | 4. Sep. 2018     | ISBN 978-4-08-881547-3 | 26. Nov. 2019    | ISBN 978-3-551-71728-3 |
| 6    | 4. Feb. 2019     | ISBN 978-4-08-881739-2 | 2. März 2020     | ISBN 978-3-551-71729-0 |
| 7    | 2. Aug. 2019     | ISBN 978-4-08-881839-9 | 26. Mai 2020     | ISBN 978-3-551-71730-6 |
| 8    | 4. Dez. 2019     | ISBN 978-4-08-882090-3 | 22. Dez. 2020    | ISBN 978-3-551-71756-6 |
| 9    | 4. März 2020     | ISBN 978-4-08-882240-2 | 1. Juni 2021     | ISBN 978-3-551-71757-3 |
| 10   | 4. Sep. 2020     | ISBN 978-4-08-882395-9 | 28. Dez. 2021    | ISBN 978-3-551-72099-3 |
| 11   | 4. Jan. 2021     | ISBN 978-4-08-882484-0 | 22. März 2022    | ISBN 978-3-551-72100-6 |
| 12   | 2. Apr. 2021     | ISBN 978-4-08-882610-3 | 30. Aug. 2022    | ISBN 978-3-551-72118-1 |
| 13   | 4. Okt. 2021     | ISBN 978-4-08-882747-6 | 9. Jan. 2023     | ISBN 978-3-551-72863-0 |
| 14   | 2. Mai 2022      | ISBN 978-4-08-882859-6 | 30. Mai 2023     | ISBN 978-3-551-73619-2 |
| 15   | 4. Juli 2022     | ISBN 978-4-08-883177-0 | 26. Sep. 2023    | ISBN 978-3-551-71105-2 |

## Animeserie
Im Dezember 2024 wurde eine Umsetzung als Animeserie angekündigt. Dieser wurde vom Studio Bones produziert, Regie führte Kenichi Suzuki. Die Drehbücher schrieb Yōsuke Kuroda. Das Charakterdesign adaptierte Takahiko Yoshida und die künstlerische Leitung lag bei Yukihiro Watanabe. Die 3D-Animationen leitete Mizuki Sasaki, für die Kameraführung war Yingying Zhang verantwortlich und Tonregie führte Masafumi Mima. Die 13 Episoden der ersten Staffel liefen vom 7. April bis 30. Juni 2025 im japanischen Fernsehen bei den Sendern Tokyo MX, BS NTV und ytv. Am Ende der ersten Staffel wurde eine zweite Staffel für 2026 angekündigt. Parallel zur Ausstrahlung in Japan wurde der Anime international von der Plattform Crunchyroll per Streaming veröffentlicht, unter anderem mit deutschen Untertiteln und deutscher Synchronfassung.

### Synchronisation
Die deutsche Synchronfassung entstand nach einem Dialogbuch und unter der Regie von Jörn Friese bei G&G Tonstudios.
| Rolle                          | japanische Stimme (Seiyū) | deutsche Stimme         |
| ------------------------------ | ------------------------- | ----------------------- |
| Koichi Haimawari / The Crawler | Shūichirō Umeda           | Tobias John von Freyend |
| Kazuho Haneyama / Pop Step     | Ikumi Hasegawa            | Francis Dichmann        |
| Iwao Oguro / Knuckleduster     | Yasuhiro Mamiya           | Felix Kamin             |
| All Might                      | Kenta Miyake              | Matti Klemm             |
| Shota Aizawa / Eraserhead      | Junichi Suwabe            | Michael-Che Koch        |
| Hizashi Yamada / Present Mic   | Hiroyuki Yoshino          | Phil Daub               |
| Soga Kugisaki                  | Kōsuke Toriumi            | Xiduo Zhao              |

### Musik
Der Soundtrack der Serie wurde von Yuki Hayashi, Shogo Yamashiro und Yuki Furuhashi komponiert. Das Vorspannlied ist Kekka Orai (けっかおーらい) von Kocchi no Kento und der Abspann ist unterlegt mit Speed von yutori.